# Католицька церква в Кенії
Като́лицька це́рква в Ке́нії — друга християнська конфесія Кенії. Складова всесвітньої Католицької церкви, яку очолює на Землі римський папа. Керується конференцією єпископів. Станом на 2004 рік у країні нараховувалося близько 8 018 000 католиків (24,83% від усього населення). Існувало 26 діоцезій, які об'єднували 708 церковних парафій.  Кількість  священиків — 1897 (з них представники секулярного духовенства — 1083, члени чернечих організацій — 814), постійних дияконів — 1, монахів — 2204, монахинь — 3747.

## Історія
Перші католицькі ченці прибули до сучасної території Кенії у 1506 році разом з флотом Франсішку де Алмейди. Вони були капеланами для португальських моряків, але вже невдовзі 40 мешканців султанату Кілви висловили бажання перейти до католицької віри. Втім португальці після 1510 року залишили Кілву. Надалі місіонери прибули в захоплену португальціями Момбасу, де віцекороль Індії Франсіско да Гама побудував католицький собор. Августинські місіонери доповідали 1599 року про 600 охрещених місцевих мешканців.
У 1953 році в Кенії було створено еклезіастську провінцію з Архідієцезією Найробі та дієцезіями Кісуму, Меру та Н'єрі. Першим кенійським єпископом став Моріс Майкл Отунга 1959 року, а пізніше, в 1971 він же став першим кенійським кардиналом.

## Структура
Церква має 26 діоцезій. Станом на 2016 рік у своєму складі вона мала понад 1000 священників та понад 3000 вірян працівників. Кількість католиків у країні була близько 7,5 мільйонів осіб.